# (33803) 1999 VK210
1999 VK210 (asteroide 33803) é um asteroide da cintura principal. Possui uma excentricidade de 0.20338510 e uma inclinação de 6.81571º.
Este asteroide foi descoberto no dia 12 de novembro de 1999 por LONEOS em Anderson Mesa.